# Durio acutifolius
Durio acutifolius là một loài sầu riêng thuộc họ Malvaceae, trước đây xếp trong họ Bombacaceae. Loài này có ở Indonesia (Kalimantan) và Malaysia (Sabah, Sarawak).